# Deelnemers UEFA-toernooien België
Deze tabellen bevatten de deelnemende clubs uit België in de verschillende UEFA-toernooien per seizoen.

## Mannen
NB Klikken op de clubnaam geeft een link  naar het Wikipedia-artikel over het betreffende toernooi in het betreffende seizoen.

### 1955-1971
| Seizoen | Europacup I       | Europacup II      | Jaarbeursstedenbeker                                                      |
| ------- | ----------------- | ----------------- | ------------------------------------------------------------------------- |
| 1955-56 | RSC Anderlecht    | -                 | -                                                                         |
| 1956-57 | RSC Anderlecht    | -                 | -                                                                         |
| 1957-58 | Antwerp FC        | -                 | -                                                                         |
| 1958-59 | Standard de Liège | -                 | 1958/60 · Union Saint-Gilloise                                            |
| 1959-60 | RSC Anderlecht    | -                 | -                                                                         |
| 1960-61 | Lierse SK         | -                 | Union Saint-Gilloise                                                      |
| 1961-62 | Standard de Liège | -                 | Union Saint-Gilloise                                                      |
| 1962-63 | RSC Anderlecht    | -                 | Union Saint-Gilloise                                                      |
| 1963-64 | Standard de Liège | -                 | RFC Liégeois · KAA Gent                                                   |
| 1964-65 | RSC Anderlecht    | KAA Gent          | RFC Liégeois · Antwerp FC · Union Saint-Gilloise                          |
| 1965-66 | RSC Anderlecht    | Standard de Liège | RFC Liégeois · Antwerp FC · Daring Club de Bruxelles                      |
| 1966-67 | RSC Anderlecht    | Standard de Liège | RFC Liégeois · Antwerp FC · KAA Gent                                      |
| 1967-68 | RSC Anderlecht    | Standard de Liège | RFC Liégeois · Antwerp FC · Club Brugge KV                                |
| 1968-69 | RSC Anderlecht    | Club Brugge KV    | Standard de Liège · SV Waregem · Beerschot VAC · Daring Club de Bruxelles |
| 1969-70 | Standard de Liège | Lierse SK         | RSC Anderlecht · Charleroi SC · Club Brugge KV                            |
| 1970-71 | Standard de Liège | Club Brugge KV    | RSC Anderlecht · KSK Beveren · KAA Gent                                   |

### 1971-1992
In 1971 werd de Jaarbeursstedenbeker vervangen door de UEFA Cup.
| Seizoen | Europacup I    | Europacup II                 | UEFA Cup                                                   |
| ------- | -------------- | ---------------------------- | ---------------------------------------------------------- |
| 1971-72 | Standard Luik  | Beerschot VAC                | RSC Anderlecht · Lierse SK · Club Brugge KV                |
| 1972-73 | RSC Anderlecht | Standard Luik                | Racing White · Club Brugge KV                              |
| 1973-74 | Club Brugge    | RSC Anderlecht               | RWDM · Beerschot VAC · Standard Luik                       |
| 1974-75 | RSC Anderlecht | SV Waregem                   | RWDM · Antwerp FC                                          |
| 1975-76 | RWDM           | RSC Anderlecht               | Club Brugge · Antwerp FC                                   |
| 1976-77 | Club Brugge    | RSC Anderlecht · Lierse SK   | RWDM · SC Lokeren                                          |
| 1977-78 | Club Brugge    | RSC Anderlecht               | RWDM · Standard Luik                                       |
| 1978-79 | Club Brugge    | RSC Anderlecht · KSK Beveren | Lierse SK · Standard Luik                                  |
| 1979-80 | KSK Beveren    | Beerschot VAC                | RSC Anderlecht · Standard Luik                             |
| 1980-81 | Club Brugge    | Waterschei SV Thor           | RSC Anderlecht · RWDM · Standard Luik · SC Lokeren         |
| 1981-82 | RSC Anderlecht | Standard Luik                | KFC Winterslag · KSK Beveren · Club Brugge KV · SC Lokeren |
| 1982-83 | Standard Luik  | Waterschei SV Thor           | RSC Anderlecht · KAA Gent · SC Lokeren                     |
| 1983-84 | Standard Luik  | KSK Beveren                  | RSC Anderlecht · KAA Gent · Antwerp FC                     |
| 1984-85 | KSK Beveren    | KAA Gent                     | RSC Anderlecht · Standard de Liège · Club Brugge           |
| 1985-86 | RSC Anderlecht | Cercle Brugge                | SV Waregem · RFC Liégeois · Club Brugge                    |
| 1986-87 | RSC Anderlecht | Club Brugge                  | KSK Beveren · Standard Luik · KAA Gent                     |
| 1987-88 | RSC Anderlecht | KV Mechelen                  | KSK Beveren · SC Lokeren · Club Brugge                     |
| 1988-89 | Club Brugge    | KV Mechelen · RSC Anderlecht | SV Waregem · Antwerp FC · RFC Liégeois                     |
| 1989-90 | KV Mechelen    | RSC Anderlecht               | Club Brugge · Antwerp FC · RFC Liégeois                    |
| 1990-91 | Club Brugge    | RFC Liégeois                 | RSC Anderlecht · Antwerp FC · KV Mechelen                  |
| 1991-92 | RSC Anderlecht | Club Brugge                  | Germinal Ekeren · KAA Gent · KV Mechelen                   |

### 1992-1999
In 1992 werd Europacup I vervangen door de UEFA Champions League. Vanaf 1995 werd de Intertoto Cup ingericht.
| Seizoen | UEFA Champions League | Europacup II      | UEFA Cup                                                  | Intertoto Cup                                              |
| ------- | --------------------- | ----------------- | --------------------------------------------------------- | ---------------------------------------------------------- |
| 1992-93 | Club Brugge KV        | Antwerp FC        | RSC Anderlecht · Standard de Liège · KV Mechelen          | -                                                          |
| 1993-94 | RSC Anderlecht        | Standard de Liège | Antwerp FC · SV Waregem · KV Mechelen                     | -                                                          |
| 1994-95 | RSC Anderlecht        | Club Brugge KV    | Antwerp FC · Charleroi SC · RFC Seraing                   | -                                                          |
| 1995-96 | RSC Anderlecht        | Club Brugge KV    | Lierse SK · Eendracht Aalst · Standard de Liège           | Charleroi SC · SK Beveren · Germinal Ekeren                |
| 1996-97 | Club Brugge KV→       | Cercle Brugge     | RSC Anderlecht · →Club Brugge KV · RWDM · Germinal Ekeren | Charleroi SC · Standard de Liège · Lierse SK               |
| 1997-98 | Lierse SK             | Germinal Ekeren   | RSC Anderlecht · Excelsior Mouscron · Club Brugge KV      | RC Genk · Standard de Liège · Antwerp FC · KFC Lommelse SK |
| 1998-99 | Club Brugge KV→       | KRC Genk          | RSC Anderlecht · →Club Brugge KV · Germinal Ekeren        | RC Harelbeke · KFC Lommelse SK                             |

### 1999-2009
In 1999 werd Europacup II geïntegreerd in de UEFA Cup
| Seizoen | UEFA Champions League                | UEFA Cup                                                                | Intertoto Cup                        |
| ------- | ------------------------------------ | ----------------------------------------------------------------------- | ------------------------------------ |
| 1999-00 | KRC Genk                             | RSC Anderlecht · Lierse SK · Club Brugge KV                             | Sint-Truidense VV · SC Lokeren       |
| 2000-01 | RSC Anderlecht                       | RC Genk · Lierse SK · Club Brugge KV · KAA Gent                         | Standard de Liège · KVC Westerlo     |
| 2001-02 | RSC Anderlecht                       | Standard de Liège · KVC Westerlo · Club Brugge KV                       | KAA Gent · SC Lokeren                |
| 2002-03 | KRC Genk · Club Brugge KV →          | → Club Brugge KV · RSC Anderlecht · Excelsior Mouscron                  | KAA Gent · SC Lokeren                |
| 2003-04 | RSC Anderlecht · Club Brugge KV →    | → Club Brugge KV · RAA Louviéroise · SC Lokeren                         | Sint-Truidense VV · Lierse SK        |
| 2004-05 | RSC Anderlecht · Club Brugge KV →    | → Club Brugge KV · Standard de Liège · SK Beveren                       | KAA Gent · RC Genk · KVC Westerlo    |
| 2005-06 | RSC Anderlecht · Club Brugge KV →    | → Club Brugge KV · KRC Genk · Germinal Beerschot                        | KAA Gent · SC Lokeren · Charleroi SC |
| 2006-07 | RSC Anderlecht · Standard de Liège → | → Standard de Liège · Club Brugge KV · KSV Roeselare · SV Zulte Waregem | KAA Gent                             |
| 2007-08 | RSC Anderlecht → · KRC Genk          | → RSC Anderlecht · Club Brugge KV · Standard de Liège                   | KAA Gent                             |
| 2008-09 | Standard de Liège → · RSC Anderlecht | → Standard de Liège · Club Brugge KV · KAA Gent                         | Germinal Beerschot                   |

### 2009-2021
In 2009 werden de UEFA Cup en de Intertoto Cup omgevormd tot de UEFA Europa League.
| Seizoen | UEFA Champions League                  | UEFA Europa League                                                                        |
| ------- | -------------------------------------- | ----------------------------------------------------------------------------------------- |
| 2009-10 | Standard de Liège → · RSC Anderlecht → | → Standard de Liège · → RSC Anderlecht · Club Brugge KV · KAA Gent · KRC Genk             |
| 2010-11 | RSC Anderlecht → · KAA Gent →          | → RSC Anderlecht · → KAA Gent · Club Brugge KV · KRC Genk · Cercle Brugge                 |
| 2011-12 | KRC Genk · Standard de Liège →         | → Standard de Liège · RSC Anderlecht · KVC Westerlo · Club Brugge KV                      |
| 2012-13 | RSC Anderlecht · Club Brugge KV →      | → Club Brugge KV · KAA Gent · KRC Genk · KSC Lokeren OV                                   |
| 2013-14 | RSC Anderlecht · SV Zulte Waregem →    | → SV Zulte Waregem · KRC Genk · Club Brugge KV · Standard de Liège                        |
| 2014-15 | RSC Anderlecht → · Standard de Liège → | → RSC Anderlecht · → Standard de Liège SV Zulte Waregem · Club Brugge KV · KSC Lokeren OV |
| 2015-16 | KAA Gent · Club Brugge →               | → Club Brugge · RSC Anderlecht · Charleroi SC · Standard de Liège                         |
| 2016-17 | Club Brugge KV · RSC Anderlecht →      | → RSC Anderlecht · Standard de Liège · KAA Gent · KRC Genk                                |
| 2017-18 | RSC Anderlecht · Club Brugge KV →      | → Club Brugge KV · SV Zulte Waregem · KAA Gent · KV Oostende                              |
| 2018-19 | Club Brugge KV → · Standard de Liège → | → Club Brugge · RSC Anderlecht · KRC Genk · KAA Gent · → Standard de Liège                |
| 2019-20 | Club Brugge KV → · KRC Genk            | → Club Brugge · Antwerp FC · KAA Gent · Standard de Liège                                 |
| 2020-21 | Club Brugge KV → · KAA Gent →          | → Club Brugge KV · → KAA Gent · Antwerp FC · Charleroi SC · Standard de Liège             |

### 2021-heden
In 2021 werd de UEFA Europa Conference League opgestart als nieuwe derde competitie.
| Seizoen | UEFA Champions League                | UEFA Europa League                                     | UEFA Europa Conference League                                |
| ------- | ------------------------------------ | ------------------------------------------------------ | ------------------------------------------------------------ |
| 2021-22 | Club Brugge KV · KRC Genk →          | → KRC Genk · Royal Antwerp FC                          | KAA Gent · RSC Anderlecht                                    |
| 2022-23 | Club Brugge KV · Union Sint-Gillis → | → Union Sint-Gillis · KAA Gent →                       | → KAA Gent · RSC Anderlecht · Royal Antwerp FC               |
| 2023-24 | Royal Antwerp FC · KRC Genk →        | → KRC Genk → · Union Sint-Gillis →                     | → KRC Genk · → Union Sint-Gillis · Club Brugge KV · KAA Gent |
| 2024-25 | Club Brugge KV · Union Sint-Gillis → | → Union Sint-Gillis · RSC Anderlecht · Cercle Brugge → | → Cercle Brugge ·KAA Gent                                    |

### Deelnames per club
Onderstaande tabel geeft een overzicht van het aantal deelnames per club aan een UEFA-toernooi. De Intertotocup is in deze tabel niet opgenomen. Dit toernooi werd van 1967 tot 1994 niet door de UEFA georganiseerd. Vanaf 1995 tot 2005 werd het wel door de UEFA georganiseerd.  In deze periode konden clubs zich via de Intertotocup kwalificeren voor de UEFA Cup.
| Stamnr                                | Club                             | Deelnames | Eerste seizoen | Laatste seizoen |
| ------------------------------------- | -------------------------------- | --------- | -------------- | --------------- |
| 35                                    | RSC Anderlecht                   | 60        | 1956           | 2024            |
| 3                                     | Club Brugge KV                   | 53        | 1968           | 2024            |
| 16                                    | R. Standard de Liège             | 38        | 1959           | 2020            |
| 7                                     | KAA Gent                         | 24        | 1964           | 2024            |
| 1                                     | R. Antwerp FC                    | 20        | 1958           | 2023            |
| 322                                   | KRC Genk                         | 17        | 1998           | 2023            |
| 2300                                  | KSK Beveren                      | 9         | 1971           | 2005            |
| 30                                    | K. Lierse SK                     | 9         | 1961           | 2001            |
| 4                                     | RFC Liégeois                     | 9         | 1964           | 1991            |
| 10                                    | R. Union Saint-Gilloise          | 8         | 1960           | 2024            |
| 47                                    | RWD Molenbeek                    | 8         | 1973           | 1997            |
| 282                                   | KSC Lokeren OV                   | 7         | 1977           | 2013            |
| 25                                    | KV Mechelen                      | 7         | 1988           | 1994            |
| 4451                                  | KSV Waregem                      | 5         | 1969           | 1994            |
| 3530                                  | KFC Germinal Beerschot Antwerpen | 5         | 1992           | 2006            |
| 12                                    | Cercle Brugge KSV                | 4         | 1986           | 2024            |
| 5381                                  | SV Zulte Waregem                 | 4         | 2007           | 2017            |
| 13                                    | K. Beerschot VAV                 | 4         | 1969           | 1980            |
| 22                                    | R. Charleroi SC                  | 3*        | 1970           | 2020            |
| 2024                                  | KVC Westerlo                     | 2         | 2002           | 2012            |
| 224                                   | R. Excelsior Mouscron            | 2         | 1998           | 2003            |
| 533                                   | Waterschei SV Thor               | 2         | 1981           | 1983            |
| 2                                     | R. Daring Club de Bruxelles      | 2         | 1966           | 1969            |
| 31                                    | KV Oostende                      | 1         | 2017           | 2017            |
| 134                                   | KSV Roeselare                    | 1         | 2007           | 2007            |
| 93                                    | RAA Louviéroise                  | 1         | 2004           | 2004            |
| 90                                    | KSC Eendracht Aalst              | 1         | 1996           | 1996            |
| 17                                    | RFC Seraing                      | 1         | 1995           | 1995            |
| 322                                   | KFC Winterslag                   | 1         | 1981           | 1981            |
| Bijgewerkt tot en met seizoen 2024-25 |                                  |           |                |                 |

### Finaleplaatsen
Twaalf keer haalde een Belgische club een Europese bekerfinale. Anderlecht bereikte 7 keer de finale, Club Brugge 2 keer en Standard, KV Mechelen en Antwerp haalden elk 1 keer de finale. Van deze 12 finales werden er vier gewonnen en acht verloren. Anderlecht won drie keer en KV Mechelen eenmaal. Onderstaande tabel geeft een overzicht van alle finales met Belgische clubs.
| Toernooi                     | Winnaar              | Verliezend Finalist  |
| ---------------------------- | -------------------- | -------------------- |
| Jaarbeursstedenbeker 1969/70 | Arsenal FC           | RSC Anderlecht       |
| Europacup II 1975/76         | RSC Anderlecht       | West Ham United      |
| UEFA Cup 1975/76             | Liverpool FC         | Club Brugge KV       |
| Europacup II 1976/77         | Hamburger SV         | RSC Anderlecht       |
| Europacup I 1977/78          | Liverpool FC         | Club Brugge KV       |
| Europacup II 1977/78         | RSC Anderlecht       | Austria Wien         |
| Europacup II 1981/82         | FC Barcelona         | R. Standard de Liège |
| UEFA Cup 1982/83             | RSC Anderlecht       | SL Benfica           |
| UEFA Cup 1983/84             | Tottenham Hotspur FC | RSC Anderlecht       |
| Europacup II 1987/88         | KV Mechelen          | AFC Ajax             |
| Europacup II 1989/90         | UC Sampdoria         | RSC Anderlecht       |
| Europacup II 1992/93         | AC Parma             | R. Antwerp FC        |

## Vrouwen
NB Klikken op de clubnaam geeft een link naar het Wikipedia-artikel over het betreffende toernooi in het betreffende seizoen.
| Seizoen | Women's Cup                    |
| ------- | ------------------------------ |
| 2001/02 | Eendracht Aalst                |
| 2002/03 | Eendracht Aalst                |
| 2003/04 | Lebeke-Aalst (trok zich terug) |
| 2004/05 | KFC Rapide Wezemaal            |
| 2005/06 | KFC Rapide Wezemaal            |
| 2006/07 | KFC Rapide Wezemaal            |
| 2007/08 | KFC Rapide Wezemaal            |
| 2008/09 | KVK Tienen                     |
| Seizoen | Champions League               |
| 2009/10 | Standard Luik                  |
| 2010/11 | Sint-Truidense VV              |
| 2011/12 | Standard Luik                  |
| 2012/13 | Standard Luik                  |
| 2013/14 | Standard Luik                  |
| 2014/15 | Standard Luik                  |
| 2015/16 | Standard Luik                  |
| 2016/17 | Standard Luik                  |
| 2017/18 | Standard Luik                  |
| 2018/19 | RSC Anderlecht                 |
| 2019/20 | RSC Anderlecht                 |
| 2020/21 | RSC Anderlecht                 |
| 2021/22 | RSC Anderlecht                 |
| 2022/23 | RSC Anderlecht                 |
| 2023/24 | RSC Anderlecht                 |
| 2024/25 | RSC Anderlecht                 |

### Deelnames
08x Standard Luik
07x RSC Anderlecht
05x Sint-Truidense VV (inclusief KFC Rapide Wezemaal)
02x Eendracht Aalst
01x KVK Tienen
00x Lebeke-Aalst
Albanië ·
Andorra ·
Armenië ·
Azerbeidzjan ·
België ·
Bosnië en Herzegovina ·
Bulgarije ·
Cyprus ·
Denemarken ·
Duitsland ·
Engeland ·
Estland ·
Faeröer ·
Finland ·
Frankrijk ·
Georgië ·
Gibraltar ·
Griekenland ·
Hongarije ·
Ierland ·
IJsland ·
Israël ·
Italië ·
Kazachstan ·
Kroatië ·
Kosovo ·
Letland ·
Liechtenstein ·
Litouwen ·
Luxemburg ·
Malta ·
Moldavië ·
Montenegro ·
Nederland ·
Noord-Ierland ·
Noord-Macedonië ·
Noorwegen ·
Oekraïne ·
Oostenrijk ·
Polen ·
Portugal ·
Roemenië ·
Rusland ·
San Marino ·
Schotland ·
Servië ·
Slovenië ·
Slowakije ·
Spanje ·
Tsjechië ·
Turkije ·
Wales ·
Wit-Rusland ·
Zweden ·
Zwitserland

Historie:
DDR ·
Joegoslavië ·
Saarland ·
Sovjet-Unie ·
Tsjecho-Slowakije